# Savio Riccardi
Savio Riccardi, all'anagrafe Salvatore (Napoli, 1º novembre 1959), è un compositore italiano, principalmente attivo in campo cinematografico e televisivo.

## Biografia
Formatosi da autodidatta, Riccardi durante gli anni novanta collabora con artisti come Mia Martini, Marina Rei ed Edoardo Bennato. Debutta come autore di colonne sonore nel film Vrindavan Film Studios del 1996, diretto da Lamberto Lambertini e girato in India. La colonna sonora del film viene realizzata a Calcutta, con la collaborazione di alcuni artisti locali. L'anno seguente è la volta di La Venere di Willendorf di Elisabetta Lodoli.
Successivamente Riccardi ha lavorato soprattutto in produzioni televisive, come Elisa di Rivombrosa, L'onore e il rispetto, La Squadra, Il sangue e la rosa, Kidnapping - La sfida, Donna Detective, Caterina e le sue figlie e Le tre rose di Eva fra gli altri.

## Discografia
- Un'altra vita, regia di Cinzia TH Torrini (2014)
- Rodolfo Valentino - La leggenda, regia di Alessio Inturri (2014)
- Rosso San Valentino (2013)
- Le tre rose di Eva, regia di Raffaele Mertes (2012-2017)
- Un amore e una vendetta (2011)
- Due mamme di troppo (2010)
- Il peccato e la vergogna (2010-2013)
- Caterina e le sue figlie 3 (2010)
- L'onore e il rispetto, regia di Salvatore Samperi e Alessio Inturri (2006, 2009, 2012, 2015)
- Questa è la mia terra vent'anni dopo (2009)
- Donna detective (2009)
- Io non dimentico (2009)
- Mogli a pezzi (2008)
- Il sangue e la rosa, regia di Salvatore Samperi (2007)
- Elisa di Rivombrosa, regia di Cinzia TH Torrini (2004-2006)
- Solo per amore, regia di Raffaele Mertes, Daniele Falleri (2015)
- Sorelle, regia di Cinzia TH Torrini (2017)
- Luce dei tuoi occhi, regia di Fabrizio Costa (2021)
- Fosca Innocenti, regia di Fabrizio Costa (2022)